# Ancrum
Ancrum är en by i Scottish Borders i Skottland. Byn är belägen 5 km 
från Jedburgh. Orten har 500 invånare (2016).